# Agonalia
Agonalia (agonium) – rzymskie święto, według przekazu Owidiusza (Fasti I, 319-332) obchodzone czterokrotnie w ciągu roku przy różnych okazjach:
- 9 stycznia ku czci boga wszelkich początków – Janusa, gdy rex sacrorum składał mu w ofierze barana[4];
- 17 marca ku czci boga wojny Marsa, tzw. agonium Martiale;
- 21 maja ku czci dawnego boga  Veiovisa;
- 11 grudnia ku czci bóstw podziemnych, a także boga Słońca Sola Indigesa[5], tzw. agonium Indigeti.

Pochodzenie tej nazwy było niejasne dla samych Rzymian (por. Fasti I, 317), przypuszczalnie mogła ona pośrednio oznaczać ofiarę. Na ogół wywodzone jest od pojęć agonia (ofiara, także zwierzęta ofiarne) lub agonium (święto).